# Дезадаптивна мрійливість
Дезадаптивна мрійливість (англ. maladaptive daydreaming) або нав'язливі мрії (англ. excessive daydreaming) — психологічна концепція, вперше запропонована Елі Сомером для опису постійної інтенсивної розумової активності, головним чином спрямованої на фантазування та продумування різноманітних сюжетів і світів. Постійні мрії витісняють у людині звичайне життя і заважають нормальному міжособистісному та професійному функціонуванню індивідуума.

## Симптоматика
На цей момент, існує безліч симптомів, за якими можна розпізнати людину з дезадаптивною мрійливістю, але водночас не кожен з цих симптомів може бути безпосередньо пов'язаний з нав'язливими мріями.
Як правило, мрії у людей із цим розладом з'являються під впливом «тригерів», якими можуть бути фрази з розмови, вражаючі речі, гучні звуки або фізичні відчуття, що нагадують про пережиті негативні емоції. Люди з дезадаптивною мрійливістю часто мають проблеми з виконанням повсякденних дій і навіть зі сном, вони відчувають такі бажання, але натомість продовжують мріяти. Дуже часто під час мрій люди з цим розладом бурмочуть собі під ніс, розмовляють, просто ворушать губами, промовляючи таким чином промови своїх персонажів і свої фрази у фантазіях, зображують емоції тих самих персонажів, роблять дії, що повторюються (наприклад, ходять з боку в бік).
Людина з дезадаптивною мрійливістю може годинами просто мріяти. Їхні фантазії надзвичайно дуже продумані, аж до найдрібніших деталей, дуже часто можна порівняти з повноцінним романом або фільмом. У багатьох людей з дезадаптивною мрійливістю, в голові може бути більше однієї фантазії, і кожна з яких має свій сюжет, персонажей, обставини, тощо. Людина з цим розладом може відчувати емоційну прихильність до своїх персонажів, нехай і знаючи, що вони нереальні. Іноді сюжети досить драматичні.

## Діагностика
Так звана «Шкала нав'язливих мрій» (англ. «The Maladaptive Daydreaming Scale», MDS) складається з 14 пунктів, що дозволяють виявити людей з надсхильністю до роздумів та мрій.  Остаточний діагноз щодо психічного стану ставиться лише терапевтом під час спілкування з пацієнтом.   Втім, жодного підтвердженого алгоритму діагностики нав'язливих мрій поки що не розроблено.